# Alexandre Martel
Alexandre Martel, parfois mieux connu sous le nom d'Anatole, est un réalisateur musical et auteur-compositeur-interprète originaire de Québec. En plus d'avoir publié trois albums studio à son nom, celui-ci est cité comme réalisateur musical d'albums d'Hubert Lenoir, Thierry Larose, Lou-Adriane Cassidy, Étienne Dufresne et Alex Burger.

## Carrière musicale
Martel est d'abord connu de la scène musicale québécoise en tant que chanteur et guitariste du groupe pop-rock Mauves. Ceux-ci publient trois albums entre 2011 et 2016.
En 2015, afin de se dissocier artistiquement de Mauves, Alexandre Martel entame une carrière solo sous le pseudonyme d'Anatole. En 2016, celui-ci publie l'album L.A. Tu es des nôtres, un album « à la fois froid et dansant, comme si Chromeo rencontrait Depeche Mode ».
Deux ans plus tard, en 2018, il publie Testament sous le label Duprince, un album qui « explore les thèmes de la fin de cycle et du rituel », ainsi que de la relation entre l'artiste et son public. Conjointement, Anatole participe à la réalisation de Darlène, le premier album d'Hubert Lenoir, qui aura un succès commercial important. Celui-ci accompagne Lenoir dans sa tournée de spectacles durant l'été 2018.
En 2022, Anatole publie ce qu'il considère comme son dernier album solo, Alexandre Martel. L'album, qui a comme titre son nom de naissance, « annonce [...] la fin d’Anatole, pour laisser tout l’espace à Alexandre. » Celui-ci se dit prêt à se consacrer entièrement à sa carrière de réalisateur.

## Réalisation
En plus de sa carrière musicale, Martel a participé à la réalisation de bon nombre d'albums d'artistes québécois de la relève. On le considère aujourd'hui comme un « réalisateur prisé » de la scène musicale du Québec,,, ainsi qu'un des précurseurs de la nouvelle « scène de Québec ».
Malgré sa collaboration initiale avec le groupe The Seasons, c'est grâce à son travail sur l'album solo Darlène du chanteur du groupe, Hubert Lenoir, qu'il se fait vraiment remarquer dans le domaine de la réalisation. Pour son travail, Martel est co-nommé comme « Arrangeur de l'année » et « Réalisateur de disque de l’année » au 40e Gala des prix Félix.
Après ce succès commercial, Martel enchaine les réalisations d'album, notamment Thierry Larose (Cantalou, Sprint!), Lou-Adriane Cassidy (Lou-Adriane Cassidy vous dit : Bonsoir), Keith Kouna (Métastases), Alex Burger (Sweet Montérégie), Valence (La nuit s'achève) et Étienne Dufresne (Étienne Dufresne fait des efforts).